# Mazariegos
Mazariegos – gmina w Hiszpanii, w prowincji Palencia, w Kastylii i León, o powierzchni 25,24 km². W 2011 roku gmina liczyła 249 mieszkańców.